# Raorhynchus terebra
Raorhynchus terebra är en hakmaskart som först beskrevs av Rudolphi 1819.  Raorhynchus terebra ingår i släktet Raorhynchus och familjen Rhadinorhynchidae. Inga underarter finns listade i Catalogue of Life.